# HNoMS Norge
Le HNoMS Norge était un navire de défense côtière de la classe Eidsvold de la marine royale norvégienne . Construit par Armstrong Whitworth à Newcastle on Tyne, il a été torpillé et coulé par des destroyers allemands dans le port de Narvik le 9 avril 1940.

## La description
Construit dans le cadre du réarmement général à l'époque qui a précédé les événements de 1905, Le Norge est resté, avec son navire jumeau Eidsvold, l'épine dorsale de la Marine royale norvégienne pendant un peu plus de 40 ans. Norge et Eidsvold étaient les plus gros navires de la marine royale norvégienne, déplaçant 4 233 tonnes et avec un équipage de 270 hommes. Les deux navires étaient considérés comme assez puissants pour leur époque, avec deux  canons de 21 cm (8,26 pouces) comme armement principal. Ils étaient blindés pour résister à la bataille avec des navires de taille similaire, avec 6 pouces (15,24 cm) d' armure cimentée Krupp dans la ceinture et 9 pouces (22,86 cm) de la même armure sur les deux tourelles de canon.

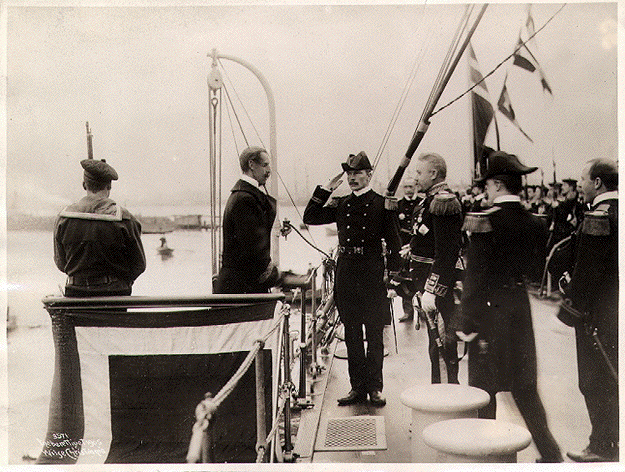
Le roi Haakon VII récemment élu monte à bord du Norge le 28 novembre 1905

Il était destiné à accroître la flotte de navires de défense côtière norvégienne avec les deux navires de la classe Bjørgvin, commandés en 1912, mais après leur réquisition par la Royal Navy britannique alors qu'ils étaient encore en construction au début de la Première Guerre mondiale, la classe Eidsvold et le plus vieux, deux navires forts, la classe Tordenskjold a été forcée de continuer longtemps après avoir été obsolète.

## Première et dernière bataille

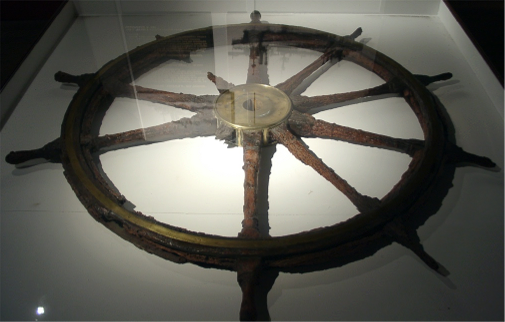
Le volant de secours du Norge, récupéré du port de Narvik par des plongeurs en 1983

Le matin du 9 avril 1940, les forces allemandes pénètrent dans Ofotfjord, lors de l'Opération Weserübung sous le couvert de brouillard et de neige abondante. Les Allemands ont contacté le capitaine d' Eidsvold, exigeant qu'il se rende, et quand cela a été refusé, les destroyers allemands prêts au combat ont torpillé Eidsvold avant qu'il ne puisse tirer ses canons. C'est le début de la Bataille de Narvik.
À bord de Norge, plus profondément à l'intérieur du fjord, les explosions ont été entendues, mais rien n'a pu être vu jusqu'à ce que deux destroyers allemands soient soudainement sortis de l'obscurité. Le capitaine Per Askim du Norge a donné l'ordre d'ouvrir le feu. Quatre coups ont été tirés des canons de 21cm (un du canon avant et trois de l'arrière) ainsi que sept ou huit cartouches des canons tribord de 15 cm, dirigés contre le destroyer allemand Bernd von Arnim . La portée a été estimée à 800 mètres (1/2 mile). En raison des conditions météorologiques difficiles, il était difficile d'utiliser les viseurs optiques pour les canons, ce qui a conduit la première salve à tomber en deçà de la cible et les autres à passer au-dessus de la cible.
Les destroyers allemands ont attendu d'être le long de la jetée avant de riposter. Bernd von Arnim a ouvert le feu avec son canon de 12.7 cm (5 pouces), ainsi que des mitrailleuses, mais le temps a également posé des problèmes aux Allemands. Le destroyer a également tiré des torpilles - dans les trois salves de deux torpilles chacune. Les deux premières salves ont raté, mais la dernière a heurté le milieu du navire Norge et elle a coulé en moins d'une minute, ses hélices tournant toujours. Quatre-vingt-dix membres de l'équipage ont été sauvés de l'eau glacée, mais 101 ont péri dans la bataille qui avait duré moins de 20 minutes.

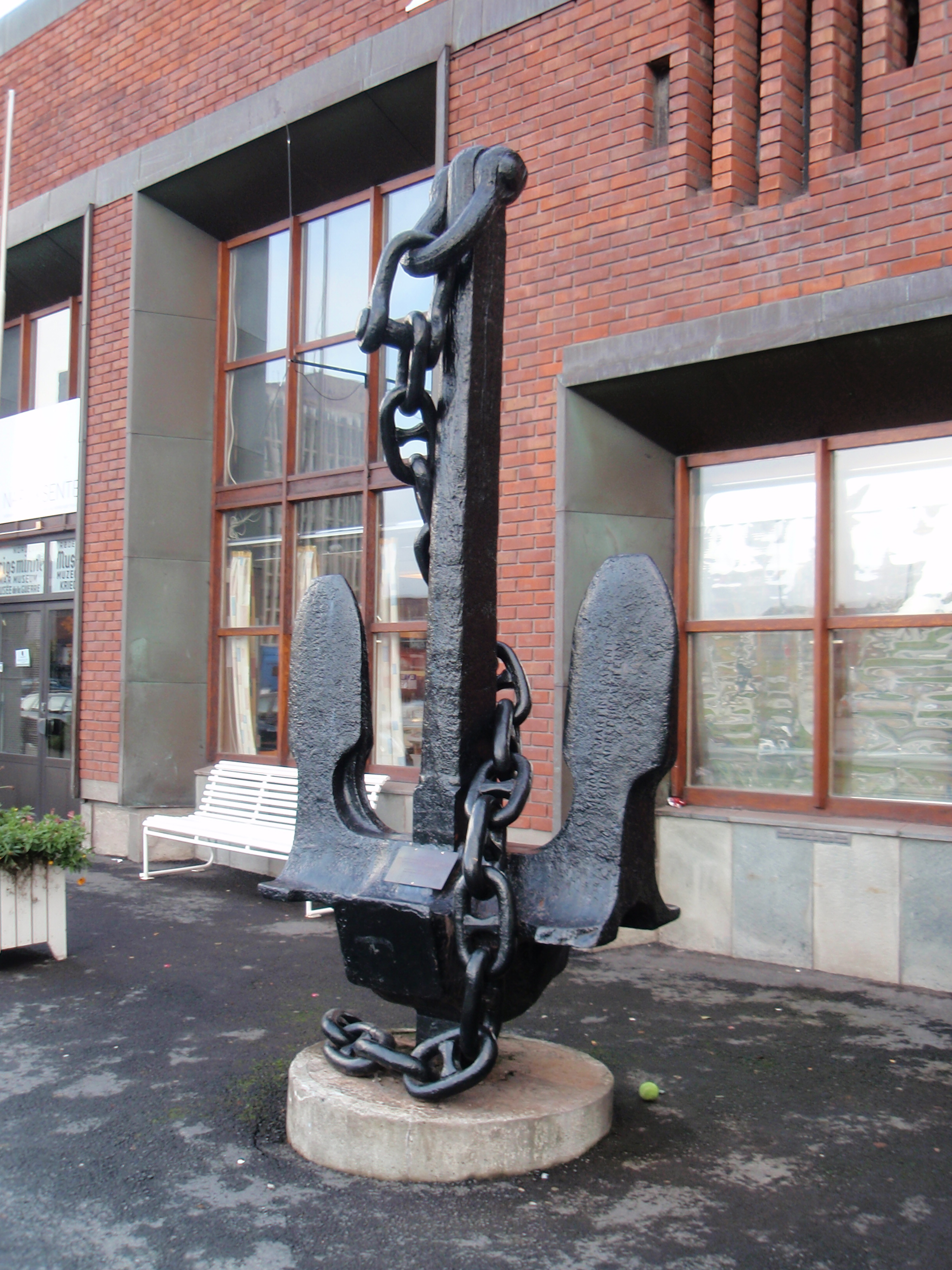
L'ancre récupérée du Norge à l'extérieur du musée de la guerre de Narvik

## L'épave
Les restes du Norge se trouvent à une profondeur d'environ 20 mètres ( Unité « 0 » inconnue du modèle {{Conversion}}.), au milieu du port de Narvik. Partiellement récupéré in situ, il est considéré comme un monument aux morts et la plongée sur l'épave y est interdite. 